# АЭС Милстоун
АЭС Милстоун (англ. Millstone Nuclear Power Plant) — действующая атомная электростанция на северо-востоке США.
Станция расположена на побережье Атлантического океана в округе Нью-Лондон штата Коннектикут.

## Информация об энергоблоках
| Энергоблок | Тип реакторов          | Мощность | Мощность | Начало строительства | Физпуск    | Подключение к сети | Ввод в эксплуатацию | Закрытие   |
| Энергоблок | Тип реакторов          | Чистый   | Брутто   | Начало строительства | Физпуск    | Подключение к сети | Ввод в эксплуатацию | Закрытие   |
| ---------- | ---------------------- | -------- | -------- | -------------------- | ---------- | ------------------ | ------------------- | ---------- |
| Милстоун-1 | BWR                    | 641 МВт  | 684 МВт  | 01.05.1966           | 26.10.1970 | 29.11.1970         | 01.03.1971          | 01.07.1998 |
| Милстоун-2 | PWR, COMB CE DRYAMB    | 869 МВт  | 918 МВт  | 01.11.1969           | 17.10.1975 | 09.11.1975         | 26.12.1975          | —          |
| Милстоун-3 | PWR, W (4-loop) DRYSUB | 1229 МВт | 1280 МВт | 09.08.1974           | 23.01.1986 | 12.02.1986         | 23.04.1986          | —          |